# Тварини Житомирської області, занесені до Червоної книги України
Список тварин Житомирської області, занесених до Червоної книги України.

## Статистика
До списку входить 102 види тварин, з них:
- Кишковопорожнинних — 0;
- Круглих червів — 0;
- Кільчастих червів 2;
- Членистоногих — 48;
- Молюсків — 0;
- Хордових — 52.

Серед них за природоохоронним статусом: 
- Вразливих — 41;
- Рідкісних — 35;
- Недостатньо відомих  — 1;
- Неоцінених — 8;
- Зникаючих — 17;
- Зниклих у природі — 0;
- Зниклих — 0.

## Список видів
| № п/п | Українська назва виду                 | Латинська назва виду      | Природоохоронний статус | Тип             |
| ----- | ------------------------------------- | ------------------------- | ----------------------- | --------------- |
| 1     | Абія блискуча                         | Abia nitens               | Рідкісний               | Членистоногі    |
| 2     | Аполлон                               | Parnassius apollo         | Зникаючий               | Членистоногі    |
| 3     | Баранець великий (дупель)             | Gallinago media           | Зникаючий               | Хордові         |
| 4     | Бистрянка російська                   | Alburnoides rossicus      | Зникаючий               | Хордові         |
| 5     | Бластикотома папоротева               | Blasticotoma filiceti     | Рідкісний               | Членистоногі    |
| 6     | Бражник дубовий                       | Marumba quercus           | Рідкісний               | Членистоногі    |
| 7     | Бражник мертва голова                 | Acherontia atropos        | Рідкісний               | Членистоногі    |
| 8     | Бражник прозерпіна                    | Proserpinus proserpina    | Рідкісний               | Членистоногі    |
| 9     | Бражник скабіозовий                   | Hemaris tityus            | Рідкісний               | Членистоногі    |
| 10    | Ведмедиця велика                      | Pericallia matronula      | Вразливий               | Членистоногі    |
| 11    | Ведмедиця-господиня                   | Callimorpha dominula      | Вразливий               | Членистоногі    |
| 12    | Вечірниця мала                        | Nyctalus leisleri         | Рідкісний               | Хордові         |
| 13    | Вечірниця руда                        | Nyctalus noctula          | Вразливий               | Хордові         |
| 14    | Видра річкова                         | Lutra lutra               | Неоцінений              | Хордові         |
| 15    | Вусач великий дубовий                 | Cerambyx cerdo            | Вразливий               | Членистоногі    |
| 16    | Вусач мускусний                       | Aromia moschata           | Вразливий               | Членистоногі    |
| 17    | Вусач-червонокрил Келлера             | Purpuricenus kaehleri     | Вразливий               | Членистоногі    |
| 18    | Вухань звичайний                      | Plecotus auritus          | Вразливий               | Хордові         |
| 19    | Глушець (глухар)                      | Tetrao urogallus          | Зникаючий               | Хордові         |
| 20    | Голуб-синяк                           | Columba oenas             | Вразливий               | Хордові         |
| 21    | Горіхотворка велетенська              | Ibalia rufipes            | Рідкісний               | Членистоногі    |
| 22    | Горностай                             | Mustela erminea           | Неоцінений              | Хордові         |
| 23    | Джміль червонуватий                   | Bombus ruderatus          | Рідкісний               | Членистоногі    |
| 24    | Дозорець-імператор                    | Anax imperator            | Вразливий               | Членистоногі    |
| 25    | Дятел білоспинний                     | Dendrocopos leucotos      | Рідкісний               | Хордові         |
| 26    | Ейзенія гордєєва                      | Eisenia gordejeffi        | Вразливий               | Кільчасті черви |
| 27    | Ендроміс березовий                    | Endromis versicolora      | Вразливий               | Членистоногі    |
| 28    | Жовна зелена (дятел зелений)          | Picus viridis             | Вразливий               | Хордові         |
| 29    | Жовтюх торфовищний                    | Colias palaeno            | Зникаючий               | Членистоногі    |
| 30    | Жук-олень, рогач звичайний            | Lucanus cervus            | Рідкісний               | Членистоногі    |
| 31    | Жук-самітник                          | Osmoderma barnabita       | Вразливий               | Членистоногі    |
| 32    | Заєць білий                           | Lepus timidus             | Рідкісний               | Хордові         |
| 33    | Змієїд                                | Circaetus gallicus        | Рідкісний               | Хордові         |
| 34    | Кажан пізній                          | Eptesicus serotinus       | Вразливий               | Хордові         |
| 35    | Кошеніль польська                     | Porphyropha polonica      | Недостатньо відомий     | Членистоногі    |
| 36    | Красик веселий (Пістрянка весела)     | Zygaena laeta             | Зникаючий               | Членистоногі    |
| 37    | Красотіл пахучий                      | Calosoma sycophanta       | Вразливий               | Членистоногі    |
| 38    | Красуня діва                          | Calopteryx virgo          | Вразливий               | Членистоногі    |
| 39    | Ктир шершенеподібний                  | Asilus crabroniformis     | Рідкісний               | Членистоногі    |
| 40    | Кульон середній (кроншнеп середній)   | Numenius phaeopus         | Зникаючий               | Хордові         |
| 41    | Кутора мала                           | Neomys anomalus           | Рідкісний               | Хордові         |
| 42    | Лелека чорний                         | Ciconia nigra             | Рідкісний               | Хордові         |
| 43    | Лилик двоколірний                     | Vespertilio murinus       | Вразливий               | Хордові         |
| 44    | Лунь лучний                           | Circus pygargus           | Вразливий               | Хордові         |
| 45    | Лунь польовий                         | Circus cyaneus            | Рідкісний               | Хордові         |
| 46    | Льодовичник Вествуда                  | Boreus westwoodi          | Неоцінений              | Членистоногі    |
| 47    | Люцина                                | Hamearis lucina           | Вразливий               | Членистоногі    |
| 48    | Марена дніпровська                    | Barbus borysthenicus      | Зникаючий               | Хордові         |
| 49    | Махаон                                | Papilio machaon           | Вразливий               | Членистоногі    |
| 50    | Мегариса перлата                      | Megarhyssa perlata        | Рідкісний               | Членистоногі    |
| 51    | Мегариса рогохвостова                 | Megarhyssa superba        | Рідкісний               | Членистоногі    |
| 52    | Минь річковий                         | Lota lota                 | Вразливий               | Хордові         |
| 53    | Мишівка лісова                        | Sicista betulina          | Рідкісний               | Хордові         |
| 54    | Мідянка звичайна                      | Coronella austriaca       | Вразливий               | Хордові         |
| 55    | Мінога українська                     | Eudontomyzon mariae       | Зникаючий               | Хордові         |
| 56    | Мнемозина                             | Parnassius mnemosyne      | Вразливий               | Членистоногі    |
| 57    | Нетопир звичайний                     | Pipistrellus pipistrellus | Вразливий               | Хордові         |
| 58    | Нетопир Натузіуса                     | Pipistrellus nathusii     | Неоцінений              | Хордові         |
| 59    | Нічниця водяна                        | Myotis daubentonii        | Вразливий               | Хордові         |
| 60    | Нічниця Наттерера                     | Myotis nattereri          | Вразливий               | Хордові         |
| 61    | Норка європейська                     | Mustela lutreola          | Зникаючий               | Хордові         |
| 62    | Орел-карлик                           | Hieraaetus pennatus       | Рідкісний               | Хордові         |
| 63    | Орлан-білохвіст                       | Haliaeetus albicilla      | Рідкісний               | Хордові         |
| 64    | Орусус паразитичний                   | Orussus abietinus         | Рідкісний               | Членистоногі    |
| 65    | Орябок                                | Tetrastes bonasia         | Вразливий               | Хордові         |
| 66    | Підорлик малий                        | Aquila pomarina           | Рідкісний               | Хордові         |
| 67    | Подалірій                             | Iphiclides podalirius     | Вразливий               | Членистоногі    |
| 68    | Поліксена                             | Zerynthia polyxena        | Вразливий               | Членистоногі    |
| 69    | Пугач                                 | Bubo bubo                 | Рідкісний               | Хордові         |
| 70    | П'явка медична                        | Hirudo medicinalis        | Вразливий               | Кільчасті черви |
| 71    | Райдужниця велика                     | Apatura iris              | Вразливий               | Членистоногі    |
| 72    | Рак широкопалий                       | Astacus astacus           | Вразливий               | Членистоногі    |
| 73    | Рись                                  | Lynx lynx                 | Рідкісний               | Хордові         |
| 74    | Сатир залізний                        | Hipparchia statilinus     | Рідкісний               | Членистоногі    |
| 75    | Сатурнія мала                         | Eudia pavonia             | Рідкісний               | Членистоногі    |
| 76    | Сатурнія руда                         | Aglia tau                 | Вразливий               | Членистоногі    |
| 77    | Сиворакша                             | Coracias garrulus         | Зникаючий               | Хордові         |
| 78    | Синявець Буадюваля (синявець ероїдес) | Polyommatus boisduvalii   | Зникаючий               | Членистоногі    |
| 79    | Сич волохатий                         | Aegolius funereus         | Рідкісний               | Хордові         |
| 80    | Сичик-горобець                        | Glaucidium passerinum     | Вразливий               | Хордові         |
| 81    | Сінниця Геро                          | Coenonympha hero          | Вразливий               | Членистоногі    |
| 82    | Скопа                                 | Pandion haliaetus         | Зникаючий               | Хордові         |
| 83    | Сова болотяна                         | Asio flammeus             | Рідкісний               | Хордові         |
| 84    | Сова бородата                         | Strix nebulosa            | Рідкісний               | Хордові         |
| 85    | Совка розкішна                        | Staurophora celsia        | Рідкісний               | Членистоногі    |
| 86    | Сонцевик фау-біле                     | Nymphalis vaualbum        | Неоцінений              | Членистоногі    |
| 87    | Сорокопуд сірий                       | Lanius excubitor          | Рідкісний               | Хордові         |
| 88    | Стафілін волохатий                    | Emus hirtus               | Рідкісний               | Членистоногі    |
| 89    | Стрічкарка блакитна                   | Catocala fraxini          | Вразливий               | Членистоногі    |
| 90    | Стрічкарка орденська малинова         | Catocala sponsa           | Рідкісний               | Членистоногі    |
| 91    | Стрічкарка тополева                   | Limenitis populi          | Вразливий               | Членистоногі    |
| 92    | Тетерук                               | Lyrurus tetrix            | Зникаючий               | Хордові         |
| 93    | Тхір лісовий                          | Mustela putorius          | Неоцінений              | Хордові         |
| 94    | Тхір степовий                         | Mustela eversmanni        | Зникаючий               | Хордові         |
| 95    | Ховрах одеський                       | Spermophilus odessanus    | Неоцінений              | Хордові         |
| 96    | Хом'як звичайний                      | Cricetus cricetus         | Неоцінений              | Хордові         |
| 97    | Ценеліда сітчаста                     | Caenolyda reticulata      | Вразливий               | Членистоногі    |
| 98    | Широковух європейський                | Barbastella barbastellus  | Зникаючий               | Хордові         |
| 99    | Шовкопряд кульбабовий                 | Lemonia taraxaci          | Вразливий               | Членистоногі    |
| 100   | Шуліка рудий                          | Milvus milvus             | Зникаючий               | Хордові         |
| 101   | Шуліка чорний                         | Milvus migrans            | Вразливий               | Хордові         |
| 102   | Ялець звичайний                       | Leuciscus leuciscus       | Вразливий               | Хордові         |